# Visteon

Visteon Corporation (VC) — американська компанія яка займається виробництвом Автоелектроніки. Компанія займається розробкою дизайном, розробкою та виробництвом автоелектроніки для великої кількості автовиробників.

## Історія
У липні 2014 року компанія Вістеон придбала підрозділ електроніки компанії Johnson Controls за 265 Мільйонів долларів.
У липні 2016, компанія Вістеон придбала AllGo Embedded Systems Pvt Ltd.